# Bhuntar
Bhuntar è una suddivisione dell'India, classificata come nagar panchayat, di 4.260 abitanti, situata nel distretto di Kullu, nello stato federato dell'Himachal Pradesh. In base al numero di abitanti la città rientra nella classe VI (meno di 5.000 persone).

## Geografia fisica
La città è situata a 31° 52' 28 N e 77° 08' 51 E.

## Società

### Evoluzione demografica
Al censimento del 2001 la popolazione di Bhuntar assommava a 4.260 persone, delle quali 2.324 maschi e 1.936 femmine. I bambini di età inferiore o uguale ai sei anni assommavano a 485, dei quali 249 maschi e 236 femmine. Infine, coloro che erano in grado di saper almeno leggere e scrivere erano 3.422, dei quali 1.953 maschi e 1.469 femmine.